# Jost Bürgi
Joost (eller Jobst) Bürgi (latin: Justus Byrgius; født 28. februar 1552 i Lichtensteig, død 31. januar 1632 i Kassel) var en schweizisk matematiker.
Bürgi var 1579-1603 urmager hos landgreve Wilhelm IV af Hessen, 1603-22 hos Rudolf II i Prag, hvor han hjalp Kepler med at observere. Bürgi var et matematisk og mekanisk geni; således opfandt han, uden at kende Napiers arbejde, logaritmer, beregnede en af de første logaritmetabeller, indførte decimalbrøk, gav anvisning til beregning af Regula falsi, konstruerede 1603 en fra Galilei forskellig proportionspasser, der endnu er i brug, opdagede, muligvis før Galilei, pendulets isokronisme og udfærdigede pendulure. I Kassel hjalp han til ved arbejdet med den hessiske stjernekatalog og lavede en stor stjerneglobus af kobber, der opbevares i Museet i Kassel.